# OCCAR

Logo OCCAR

Organisation conjointe de coopération en matière d'armement (OCCAR), czyli Organizacja jednoczącej współpracy w dziedzinie uzbrojenia – została utworzona w 12 listopada 1996 r. przez Ministrów Obrony Francji, Niemiec, Włoch oraz Wielkiej Brytanii. Jako cel organizacji wskazano realizację programów zbrojeniowych w ramach współpracy państw europejskich. Od 2001 r. (moment wejścia w życie konwencji założycielskiej) OCCAR posiada osobowość prawną. Główna siedziba Organizacji mieści się w Bonn w Niemczech. Pozostałe siedziby znajdują się w Paryżu, Tuluzie, Sewilli, Rzymie, La Spezia i Monachium. 
Obecnie OCCAR liczy sześć państw członkowskich: Niemcy, Belgia, Hiszpania, Francja, Włochy, Wielka Brytania. Siedem innych państw europejskich uczestniczy w programach OCCAR, nie mając statusu państwa członkowskiego: Holandia, Turcja, Polska, Szwecja, Finlandia, Litwa oraz Luksemburg.
OCCAR zarządza budżetem zamówień w dziedzinie uzbrojenia na poziomie 40 mld euro i rocznym budżetem operacyjnym w wysokości 3 mld euro. Najwyższą władzą zarządczą OCCAR jest rada nadzorcza, która składa się z ministrów obrony państw członkowskich organizacji. Od 1 marca 2017 r. na czele OCCAR stoi Hiszpan Arturo Alfonso-Meiriño. Nowy dyrektor OCCAR pełnił dotychczas funkcję generała majora Hiszpańskich Sił Powietrznych oraz zastępcy Krajowego Dyrektora ds. Uzbrojenia odpowiedzialnego za stosunki międzynarodowe w hiszpańskim resorcie obrony. Zastąpił Brytyjczyka Tima Rowntree urzędującego od 1 marca 2013 r. Rowntree wcześniej pracował w brytyjskiej agencji odpowiedzialnej za dostawy uzbrojenia i sprzętu wojskowego dla armii brytyjskiej (Defence Equipment and Support). Wcześniej administracją wykonawczą OCCAR kierował Francuz Patryk Bellouard. Jego mandat skończył się w lutym 2013 r. 
OCCAR zarządza obecnie trzynastoma programami zbrojeniowymi: taktyczno-strategiczny samolot transportowy Airbus A400M,  śmigłowiec bojowy Eurocopter Tiger, fregaty wielozadaniowe FREMM, system pocisków rakietowych ziemia-powietrze FSAF - PAAMS, radiolokator rozpoznania artyleryjskiego COBRA, ciężki kołowy transporter opancerzony Boxer, europejska radiostacja programowalna do łączności szyfrowej ESSOR, satelitarny system rozpoznania obrazowego MUSIS, okręt wsparcia logistycznego LSS, europejski bezzałogowy zdalnie sterowany system latający średniego pułapu i dużego zasięgu MALE RPAS, morskie środki zwalczania min MMCM, wielonarodowa wielozadaniowa flota tankowców powietrznych MMF oraz uniwersalny statek patrolowy PPA.
Polska uczestniczy obecnie w programie ESSOR. 
| Państwa biorące udział w programie                     | Programy     | Opis                                                        |
| ------------------------------------------------------ | ------------ | ----------------------------------------------------------- |
| Francja Niemcy Belgia Hiszpania Turcja Wielka Brytania | Airbus A400M | samolot transportowy                                        |
| Niemcy Holandia                                        | Boxer        | ciężki kołowy transporter opancerzony                       |
| Francja Niemcy Turcja Wielka Brytania                  | COBRA        | radiolokator rozpoznania artyleryjskiego                    |
| Finlandia Francja Włochy Polska Hiszpania Szwecja      | ESSOR        | europejska radiostacja programowalna do łączności szyfrowej |
| Francja Włochy                                         | FREMM        | fregaty wielozadaniowe                                      |
| Francja Włochy                                         | FSAF         | system pocisków rakietowych ziemia-powietrze                |
| Francja Włochy                                         | MUSIS        | satelitarny system rozpoznania obrazowego                   |
| Francja Niemcy Hiszpania                               | TIGER        | śmigłowiec bojowy                                           |
| Niemcy Norwegia Belgia Holandia Luksemburg             | MMF          | samolot transportowo-tankujący                              |